# Fredrik Zettergren
Fredrik August Zettergren, född 15 maj 1818 i Stockholm, död 30 maj 1889 i Vänersborg, var en svensk bokhandlare, teckningslärare och konstnär. 
Han var gift med Sophia Aurora Pyhlson och sonson till Anders Zettergren. Han flyttade 1839 till Vänersborg för att bli provisor på apoteket i staden men efter en kort tid lämnade han den banan och arbetade som teckningslärare vid Vänersborgs högre elementarläroverk 1842–1885, samtidigt drev han en bokhandel i staden. Som konstnär utbildade han sig huvudsakligen på egen hand. Hans konst består av figurer och landskapsmotiv. Efter originalmålningar av Zettergren publicerades en plansch i tontryck av Tegner & Kittendorff i Köpenhamn. Zettergren är representerad vid bland annat Vänersborgs museum.